# Ricamo bandera

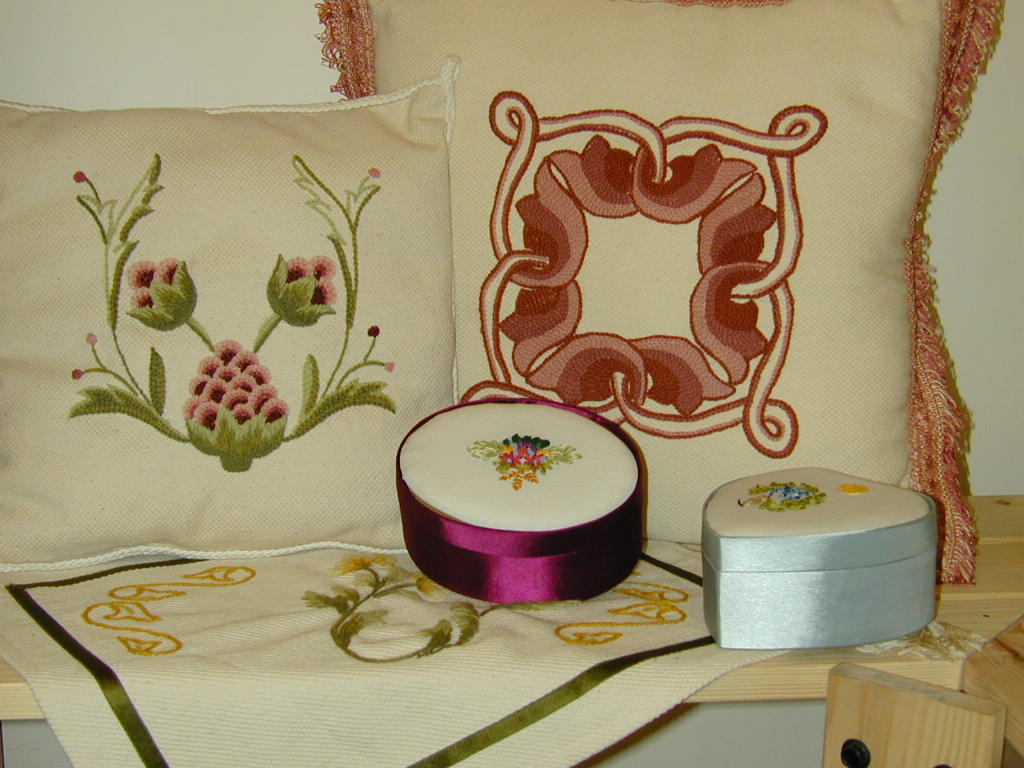
Ricamo bandera

Il ricamo bandera è un ricamo a punti liberi realizzato su uno speciale tessuto detto tela bandera, in uso presso le corti piemontesi nel XVIII secolo.
Il ricamo è principalmente realizzato con il punto erba e sue varianti, ma alcune parti possono anche essere a punto lanciato o a punto piatto.
Soggetti tradizionali del ricamo bandera sono composizioni floreali (in particolare di tulipani), in genere contornate da cornici che danno un effetto molto scenografico: questo tipo di ricamo, infatti, era particolarmente usato per decorare copriletti, coprisedie e altri elementi di arredamento nei palazzi signorili.

## Storia
I tessuti bandera iniziarono ad essere impreziositi da ricami (chiamati, per analogia,  ricami bandera) a partire dagli inizi del XVIII secolo, all'epoca in cui la seconda Madama Reale, Maria Giovanna Battista di Savoia-Nemours, succedette al trono dopo la morte del marito Carlo Emanuele II. Le origini di questo tipo di ricamo, tuttavia, sembrano essere più antiche: punti e soggetti simili erano infatti da tempo diffusi nell'arte anatolica e pare siano stati importati in Piemonte ai tempi di Anna di Cipro, nel XV secolo.
Il bandera si diffuse particolarmente nell'area occidentale del Piemonte, tra il Torinese, il Cuneese e del Chierese, ma anche nell'Astigiano e nell'Alessandrino. La sua evoluzione è da cercarsi nel rivestimento e nell'abbellimento dei mobili e dell'arredamento, talvolta anche delle pareti, coperte con tendaggi.
Nel XIX secolo il ricamo bandera si diffuse nell'aristocrazia torinese e si diffusero le prime scuole e laboratori, in particolare grazie all'impegno di Sofia Cacherano di Bricherasio, portando questo tipo di ricamo all'Esposizione universale di Milano nel 1906.
Dopo la prima guerra mondiale il ricamo bandera conobbe una nuova diffusione grazie all'apertura di altri laboratori, come quello della contessa Calvi di Bergolo negli anni 20. Durante il decennio successivo il ricamo subì una forte influenza del futurismo, mentre con la seconda guerra mondiale e la morte della contessa Bricherasio il ricamo bandera conobbe un costante declino.
Oggi esiste un'associazione che si occupa del recupero e della salvaguardia degli antichi schemi e ricami legati a questa tradizione. L'associazione ha sede a Chieri, via Demaria 10, ed è impegnata anche in una rivisitazione degli antichi soggetti, per riproporli alle ricamatrici di oggi aggiornati e semplificati. A Chieri ci sono due tessiture che producono la tela bandera, che è il supporto per i ricami omonimi.